# La Paloma (film, 1944)
Pour les articles homonymes, voir Paloma.
Pour plus de détails, voir Fiche technique et Distribution.
La Paloma (titre original : Große Freiheit Nr. 7) est un film allemand de Helmut Käutner, sorti en 1944.

## Contexte
Le titre français renvoie à une chanson utilisée à plusieurs reprises dans le film, notamment dans la première séquence, une habanera du compositeur espagnol Sebastián Iradier, La Paloma, créée vers 1862. Par la suite, le héros attribue le surnom de « Paloma » à l'amie de son frère décédé, Gisa.
Le titre original correspond à l'adresse du cabaret Hippodrom, situé à Hambourg, au numéro 7 de la rue Grosse Freiheit, c'est-à-dire Grosse Freiheit Strasse (« Grande rue de la Liberté », une rue réelle qui existe encore aujourd'hui).
Les marins, amis du héros, qui apparaissent au début du film, mentionnent le nom de leur navire : le Padua, qui apparait d'abord sous la forme d'un bateau en bouteille, puis en réalité, toutes voiles dehors. Il s'agit d'un véritable voilier marchand, le Padua, un quatre-mâts construit en 1926 à Bremerhaven et affecté aux liaisons entre Hambourg et l'océan Pacifique (Chili, Australie).
L'histoire racontée par le film se déroule avant l'avènement du Troisième Reich (pas de symboles nazis dans l'espace public, ni de références au nazisme dans les dialogues). Une séquence où une radio diffuse une interprétation de La Paloma par le héros montre qu'on est dans les années 1920 (pourtant, on ne voit jamais aucune automobile).

## Synopsis
Le marin Hannes Kröger vit depuis quelques années à terre, gagnant sa vie comme rabatteur, chanteur et musicien au cabaret l'Hippodrom que tient sa maitresse Anita, situé dans la rue Große Freiheit qui donne sur la Reeperbahn, dans le quartier mal famé de Sankt Pauli. Deux amis, marins du Padua sur lequel Hannes a lui aussi navigué autrefois, juste débarqués d'un voyage au Chili, s'y rendent pour le rencontrer.
Il est appelé à l'hôpital au chevet de son frère mourant, avec lequel il s'est brouillé. Celui-ci lui demande de prendre soin d'une jeune femme qui a été sa compagne, Gisa. Hannes retrouve Gisa chez sa mère, dans une petite ville, et la ramène à Hambourg. Elle loge chez lui et prend soin de l'appartement, puis il lui trouve un emploi de vendeuse dans un magasin. Là, elle rencontre Georg Willem, ouvrier au chantier naval du Port de la ville, qui entreprend très vite de la séduire, sans succès au début.
Hannes se prend peu à peu d'affection pour Gisa, qu'il surnomme Paloma. Il envisage de fonder une famille et de renoncer à jamais à partir en mer. Il veut acheter une barque de tourisme pour la visite du port de Hambourg. 
Un dimanche, Georg Willem réussit à faire venir Gisa dans un dancing de Blankenese. Mis au courant, Hannes s'y rend et seule une violente tempête empêche que la rencontre dégénère. Gisa est alors hésitante, mais assez attirée par Georg. 
Un soir, Gisa vient à l'Hippodrom écouter Hannes ; Georg y vient aussi, croit qu'elle est finalement une fille légère et décide de rompre toute relation avec elle. De son côté, Hannes prépare ses fiançailles avec Gisa sans lui en parler. Le jour où il a l'intention d'officialiser sa demande (repas, bague), elle ne rentre pas du magasin, partie retrouver Georg pour s'expliquer avec lui. Ils passent la nuit ensemble. 
Confronté à cet échec, Hannes décide de repartir en mer, dit au revoir à Anita et embarque avec ses deux copains sur le Padua, à destination de l' Australie.

## Fiche technique
- Titre : La Paloma
- Titre original : Große Freiheit Nr. 7
- Réalisation : Helmut Käutner assisté de Rudolf Jugert
- Scénario : Helmut Käutner, Richard Nicolas
- Musique : Werner Eisbrenner
- Direction artistique : Gerhard Ladner (de), Max Mellin (de)
- Photographie : Werner Krien
- Effets spéciaux : Gerhard Huttula
- Son : Bruno Suckau
- Montage : Anneliese Schönnenbeck (de)
- Production : Hans Tost (de)
- Sociétés de production : Terra Filmkunst
- Société de distribution : Deutsche Filmvertriebs
- Pays de production :  Reich allemand
- Langue : allemand
- Format : Couleur - 1,37:1 - Mono - 35 mm
- Genre : Drame
- Durée : 111 minutes
- Dates de sortie :
  - Tchécoslovaquie : 15 décembre 1944.
  - Suède : 5 février 1945.
  - Danemark : 28 février 1945.
  - Troisième Reich : 6 septembre 1945.
  - Estado Novo : 26 février 1947.

## Distribution
- Hans Albers (VF : Stefan Godin) : Hannes Kröger
- Ilse Werner (VF : Victoria Grosbois) : Gisa Häuptlein
- Hans Söhnker (de) : Georg Willem Scholz
- Hilde Hildebrand : Anita
- Gustav Knuth (VF : Christophe Lemoine) : Fiete Brinkmann
- Günther Lüders : Jens Thiersen
- Helmut Käutner (VF : Donald Reignoux) : Karl
- Ethel Reschke (de) : Margot
- Erna Sellmer (VF : Véronique Alycia) : Mme Kaasbohm
- Maria Besendahl (VF : Brigitte Virtudes) : Mme Börgel
- Richard Nicolas (VF : Patrice Dozier) : l'Amiral
- Ilse Fürstenberg (VF : Stéphanie Lafforgue) : la mère de Gisas
- Kurt Wieschala : Jan Kröger
- Justus Ott : M. Wellenkamp
- Gottlieb Reeck : M. Puhlmann

Version française
- Société de doublage : Karina Films
- Direction artistique : Jean-Philippe Puymartin
- Adaptation des dialogues : Estelle Renard

## Histoire

### Préparatifs
À l'origine, le film est planifié et approuvé par le ministère de la Propagande comme un panégyrique de la marine marchande allemande. 

### Tournage
Il a lieu de mai à novembre 1943, à une époque de la Seconde Guerre mondiale où la situation militaire de l'Allemagne devient mauvaise. 
Pour éviter la pression des nazis[réf. nécessaire] et en raison des raids aériens de plus en plus nombreux, le tournage est déplacé à Prague, aux Studios Barrandov. 
Cependant, la visite en bateau de Gisa et Hannes, quelques scènes sur la jetée, dans les chantiers de Blohm + Voss ont lieu sur les sites réels à Hambourg. Les navires de guerre (que le réalisateur ne veut pas montrer) sont masqués par des filets de camouflage. Les prises sur le Padua ont lieu en mer Baltique, où il sert comme navire de formation.

### Sortie
Le film terminé ne parait pas conforme aux prévisions. Goebbels soupçonne Käutner d'arrière-pensées. Le cinéaste a déjà été en conflit avec les dirigeants nazis et de surcroît, le titre choisi inclut est ambigu : Große Freiheit Nr 7. On lui reproche aussi de ne pas montrer de héros positifs. Les personnages (ivrognes, fumeurs, bagarreurs, ayant des relations extraconjugales) ne reflètent pas l'idéal officiel. Goebbels exige[Quand ?] que le personnage principal soit nommé Hannes et non pas Johnny. Il trouve également la musique du film trop morose.
Le film passe devant la commission de censure en décembre 1944 et n'est pas autorisé  en Allemagne, mais une première a lieu le 15 décembre 1944 à Prague, devant un public choisi. Il est aussi vendu en Suède et au Danemark. 
Après la fin de la guerre (mai 1945), les autorités alliées permettent sa diffusion en Allemagne (décembre 1945).